# 王民瑞
王民瑞（1919年—？），别名守庠，女，江苏无锡人，中国化学试剂专家，曾任北京化工厂副厂长、总工程师，中国化工学会理事。